# Estadio Salustiano Zaracho
El Estadio Salustiano Zaracho  es un estadio de fútbol de Paraguay que se encuentra ubicado en el barrio Molino de la ciudad de Luque. Hasta julio del año 2015 el estadio era popularmente conocido como Estadio Molino, pero en una asamblea los asociados del club decidieron una nueva denominación para el estadio y se eligió el nombre de Salustiano Zaracho en honor a un gran benefactor del club. 
En este escenario, que cuenta con capacidad para 3500 personas, hace las veces de anfitrión el equipo de fútbol del 29 de Setiembre F.B.C..
Para la temporada 2012 de la División Intermedia se construyó una nueva gradería en el sector este, lo que amplió la capacidad del estadio a unas 2500 personas.
En el año 2016 se construyó una gradería más en el sector sur, con esto la capacidad del estadio fue ampliado a unas 3500 personas.